# Jared Reiner
Jared Thomas Reiner (Mitchell, Dakota del Sur; 8 de abril de 1982) es un exjugador de baloncesto estadounidense. Con 2,11 metros de estatura, jugaba en la posición de pívot. Jugó durante 7 años como profesional, dos de ellos en la NBA.

## Trayectoria deportiva

### Universidad
Reiner asistió a la Universidad de Iowa, donde promedio 10.5 puntos y 7.2 rebotes en 13 partidos en su año sénior, perdiéndose los 16 últimos de la temporada regular por lesión. En su año júnior, jugó 28 partidos, 26 de titular, y sus promedios fueron de 9.7 puntos y 8.3 rebotes por encuentro, liderando la Big Ten Conference en rebotes. Fue incluido en el mejor quinteto de la conferencia y fue elegido mejor jugador de la semana de la Big 10 en dos ocasiones. En su temporada sophomore, finalizó firmando 3.1 puntos y 2.9 rebotes en 35 partidos, 23 de ellos de titular. Terminó su carrera universitaria como el séptimo máximo taponador de la historia de Iowa, con 90.

### NBA
Tras no ser elegido en el Draft de la NBA de 2004, Reiner firmó con Chicago Bulls en la temporada 2004-05, jugando 19 partidos, dos de ellos de titular, y promediando 1.1 puntos y 2 rebotes en 6.9 minutos de juego. Posteriormente fichó por Phoenix Suns, aunque nunca llegó a debutar debido a una lesión de rodilla. En 2006, jugó las ligas de verano con Seattle SuperSonics.
Finalmente, el 8 de febrero de 2007 firmó un contrato de 10 días con Milwaukee Bucks, siendo el 1 de marzo firmado para el resto de temporada.